# Muang Sayaburi
Muang Sayaburi is een stad in Laos en is de hoofdplaats van de provincie Sainyabuli.
Muang Sayaburi telt ongeveer 16.200 inwoners.